# أنيكا ليبس
أنيكا ليبس (بالألمانية: Annika Liebs)‏ (و. 1979  م) هي سبّاحة ألمانية، ولدت في كارلسروه، شاركت في الألعاب الأولمبية الصيفية 2008.

## روابط خارجية
- أنيكا ليبس على موقع SwimRankings.net (الإنجليزية)
- أنيكا ليبس على موقع أوليمبيديا (الإنجليزية)